# ألكس سواريز (لاعب كرة قدم)
ألكس سواريز (بالإسبانية: Álex Suárez Cardero)‏ هو لاعب كرة قدم إسباني في مركز الوسط، ولد في 25 أغسطس 2003 في أبيط في إسبانيا. لعب مع Real Oviedo Vetusta ‏.

## وصلات خارجية
- ألكس سواريز (لاعب كرة قدم) على موقع قاعدة بيانات كرة القدم.إي يو (الإنجليزية)
- ألكس سواريز (لاعب كرة قدم) على موقع Soccerway.com (الإنجليزية)